# Nocturnos, op. 48

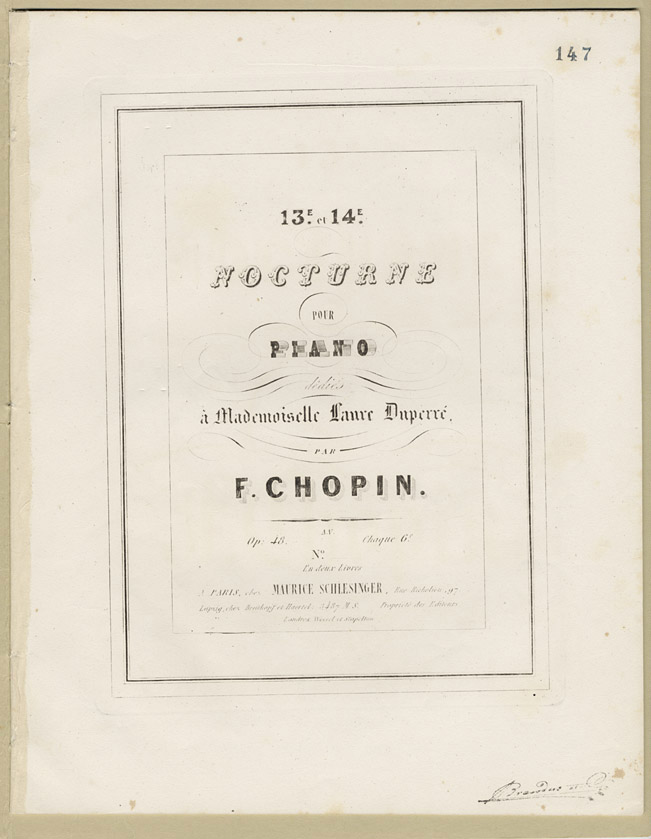
Portada de los Nocturnos, op. 48

Los Nocturnos, op. 48 son un conjunto de dos nocturnos para piano solo escritos por Frédéric Chopin en 1841 y publicados al año siguiente en 1842. Están dedicados a Mlle. Laure Duperre. Chopin luego vendió los derechos de autor de los nocturnos por 2000 francos junto con varias otras piezas.
Gustav Barth comentó que los nocturnos de Chopin son signos definitivos de "progreso" en comparación con los nocturnos originales de John Field, aunque las mejoras son "en su mayor parte solo en la técnica." Sin embargo, David Dubal siente que las piezas "se describen más acertadamente como baladas en miniatura."

## Nocturno en do menor, op. 48, n.º 1

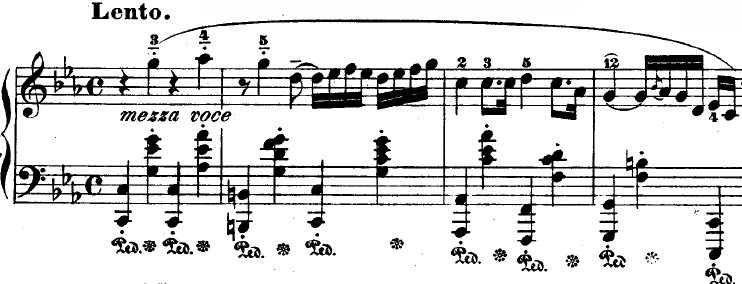
Compases de apertura del Nocturno, op. 48, n.º 1.

El Nocturno en do menor, op. 48, n.º 1 inicialmente está marcado como lento y está en compás de 4
4. En general, el esquema de la música es de forma ternaria y sigue la secuencia A–B–A'.
La pieza se convierte en poco più lento en el compás 25 y entra en su sección central, que es un coral en do mayor. Más tarde, en el compás 49, pasa a un doppio movimento agitato técnicamente exigente que presenta pasajes de octavas en fortissimo y arpegios de doble octava. Finalmente, la pieza termina con una repetición de la melodía inicial con un acompañamiento cordal extremadamente rápido. La pieza tiene un total de 77 compases de largo.
El Nocturno en do menor es uno de los nocturnos más conocidos y ha sido categorizado como uno de los mayores logros emocionales de Chopin. Theodor Kullak dijo de la pieza, "el diseño y el contenido poético de este nocturno lo convierten en el más importante que creó Chopin; el tema principal es una expresión magistral de un gran y poderoso dolor." Jan Kleczyński Sr. llama al nocturno "amplio e imponente con su poderoso movimiento intermedio, una completa desviación del estilo nocturno." Algunos críticos musicales, incluidos Charles Willeby y Frederick Niecks, no creen que la pieza merezca su fama y posición; aunque James Huneker está de acuerdo con esta evaluación, señala que el nocturno sigue siendo "el nocturno más noble de todos." James Friskin descubrió que la música tenía "el efecto instrumental más imponente de cualquiera de los nocturnos", y calificó el crescendo y las octavas como "casi lisztianos."
Jim Samson señala que el nocturno se intensifica "no a través de la ornamentación, sino a través de un nuevo fondo de textura." Kleczyński comentó que la sección central "es la historia de un dolor aún mayor contado en un recitado agitado; las arpas celestiales vienen a traer un rayo de esperanza, que es impotente en su intento de calmar el alma herida, que... envía al cielo un grito de la más profunda angustia." El final, según Samson, tiene "la naturaleza de un 'final femenino' elaborado, que articula el latido final reactivo de una agrupación de anfibracas."

## Nocturno en fa sostenido menor, op. 48, n.º 2

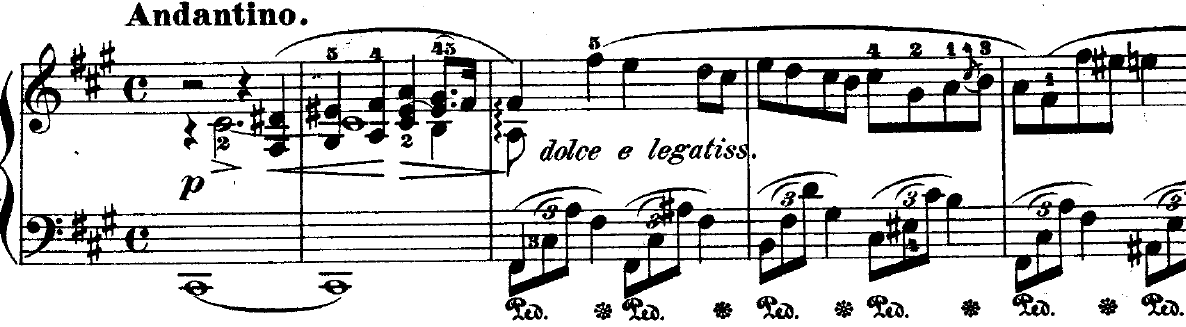
Compases de apertura del Nocturno, op. 48 n.º 2.

El Nocturno en Fa sostenido menor, op. 48, n.º 2 está marcado inicialmente como andantino y con una medida de compás de 4
4. Cambia a più lento en el compás 57 y vuelve al tempo original en el compás 101. La pieza tiene un total de 137 compases de largo.
Cuando se compara con los temas externos más melancólicos, la sección central, più lento, es completamente diferente — la pieza modula de menor a mayor (a la tonalidad de  Re♭ mayor), cambia su compás a 3
4 y disminuye el tempo. Frederick Niecks comentó que la sección central "es más fina" y contiene "progresiones de acordes simples y relajantes." Chopin señaló una vez que la sección central era como un recitativo y debería tocarse como si "un tirano ordenara y el otro pidiera clemencia." La recapitulación es interrumpida por la coda, que termina con trinos, un arpegio ascendente y un acorde final en fa♯ mayor (una tercera picardía).